# 寺子屋 (映画)
『寺子屋』（てらこや）は、1950年（昭和30年）製作・公開、マキノ正博監督の日本の長篇ドキュメンタリー映画。フジカラーによる国産初のカラー映画である。同年、同様のスキームで製作された『熊谷陣屋』に次ぐ作品である。

## 概要

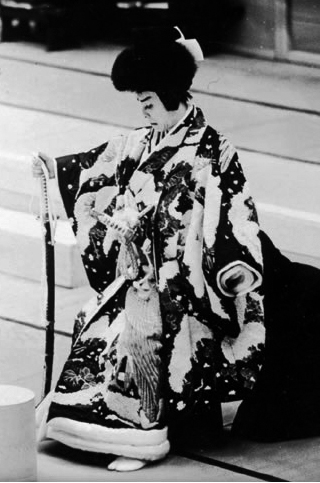
吉右衛門の松王丸 (1951)

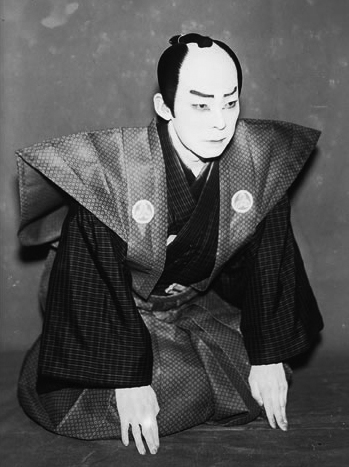
吉右衛門の武部源蔵 (1943)

1950年（昭和25年）5月27日、名古屋・御園座上演の『菅原伝授手習鑑・寺子屋』を撮影した。富士フイルムから3000フィートの試作フィルムを渡され、数台のカメラを仕込んでの撮影となった。
松竹にとっては、翌年の本格的カラー長篇劇映画『カルメン故郷へ帰る』への助走となった。

## スタッフ・作品データ
- 監督・編集 : マキノ正博
- 原作 : 初代竹田出雲、竹田小出雲（二代目竹田出雲）、三好松洛、初代並木千柳『菅原伝授手習鑑 寺子屋』
- 撮影 : 飯野博三郎、宮西良太郎

- 製作 : 中村吉右衛門後援会、松竹
- フォーマット : カラー映画 - スタンダードサイズ（1.37:1） - モノラル録音

## キャスト
- 初代中村吉右衛門 - 松王丸、武部源蔵
- 六代目中村芝翫
- 八代目松本幸四郎
- 四代目澤村訥升 - 桜丸
- 二代目中村又五郎
- 二代目中村吉之丞
- 六代目市川染五郎
- 中村萬之助

## 註
1. 1 2 3  『映画渡世・地の巻 - マキノ雅弘自伝』、マキノ雅弘、平凡社、1977年、p.260-261.